# Marija Tomšić-Im
Marija Tomšić-Imm (7. prosinca 1870. – 30. studenog 1950.) je bila hrvatska književnica rodom iz Srijemske Mitrovice.
Pisala je pripovijetke, pjesme i djela za djecu.
Pripada nizu književnica koje su pripadale stilu Ženskog šokačkog pisma. 
Djela su joj pokazivala usmjerenost šokačkoj problematici.
Njezin svekar Ljudevit Tomšić je pokrenuo časopis Bršljan 1873. godine, a u kasnijim godinama djelovanja časopisa, Marija Tomšić-Im je preuzela svekarov posao.
Ušla je u antologiju prireditelja Dubravka Horvatića Hrvatska riječ u Srijemu: antologija srijemskih pisaca.

## Djela
- Pripovijesti, 1903.
- Sabrane pripovijetke i pjesme za mladež , 1909.